# Nyakagonde
Nyakagonde är ett vattendrag i Burundi.   Det ligger i provinsen Rutana, i den södra delen av landet, 90 km sydost om huvudstaden Bujumbura.
Omgivningarna runt Nyakagonde är huvudsakligen savann. Runt Nyakagonde är det ganska tätbefolkat, med 239 invånare per kvadratkilometer.